# Konvergence (evoluce)

Druhy evoluce druhů.

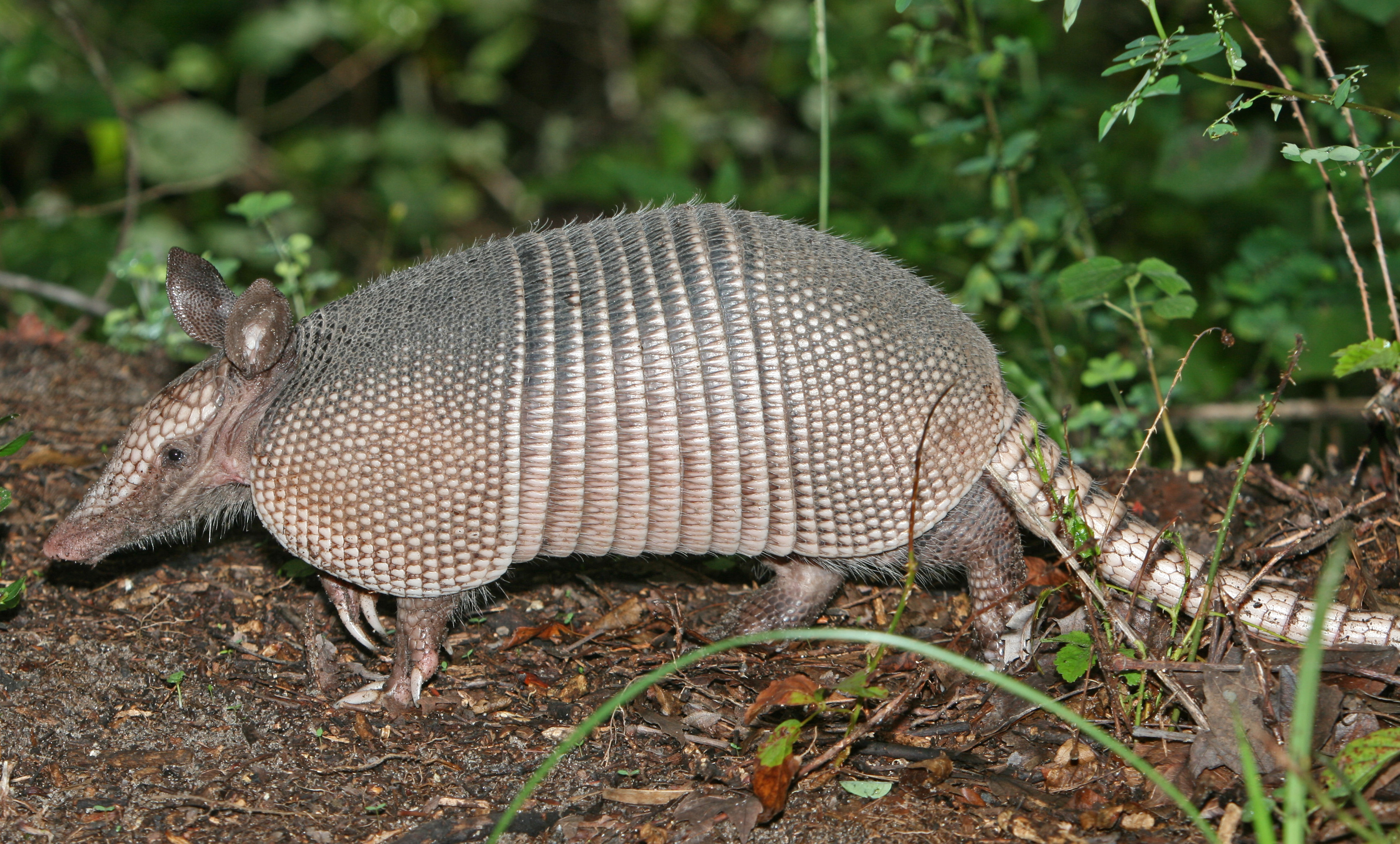
Pásovec devítipásý (Dasypus novemcinctus)

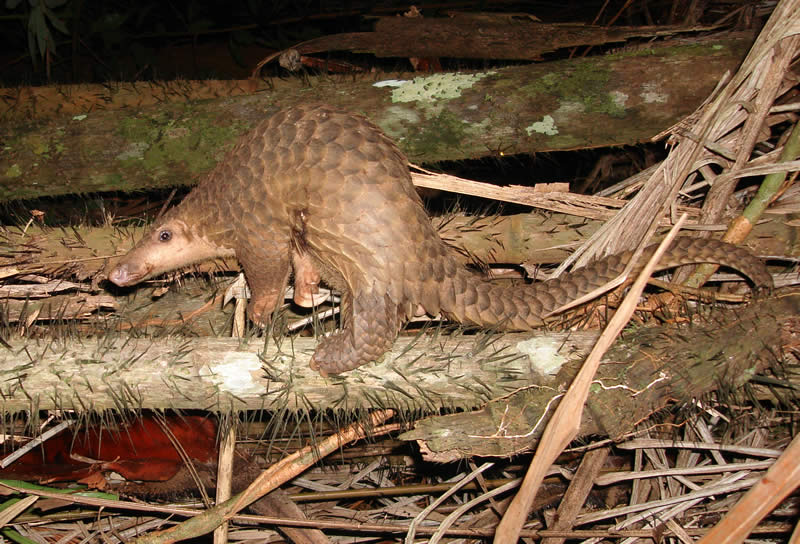
Luskoun ostrovní (Manis javanica), nepříbuzný, ale podobný

Konvergence (též konvergentní evoluce, konvergentní vývoj) je v evoluční biologii takový typ evoluce, při němž se nepříbuzné druhy vyvíjejí pod podobnými selekčními tlaky (např. v podobném prostředí či v důsledku podobného stylu života) a na základě toho vypadají podobně. Vývojový proces, v němž organismy z různých vývojových větví dosahují podobného tvaru těla nebo orgánů v důsledku podobného způsobu života. Opakem je divergence. Odlišná je i paralelní evoluce.
Přestože je konečný výsledek velmi podobný, cesta, jakou se evoluce ubírala, byla zpravidla značně různorodá – ať již z hlediska morfologického, nebo zejména molekulárního.
Příkladů je celá řada: známým příkladem jsou kytovci (Cetacea), kteří tvarem těla připomínají ryby (Osteichthyes), ačkoli s nimi nejsou příbuzní (kytovci jsou savci). Přední pár končetin krtonožky (Gryllotalpa gryllotalpa) se podobá předním končetinám krtka (Talpa). Jiným příkladem je již vyhynulý vakovlk (Thylacinus cynocephalus), který připomíná psovité šelmy, ačkoliv je vačnatec. Hlodavci veverky, zejména poletuchy a poletušky, jsou velice podobné vačnatcům vakoveverkám (rod Petaurus). Dalším příkladem je řešení letu, tedy vznik křídla u ptáků, netopýrů nebo pterosaurů. Ozubení kytovci a netopýři mají stejnou schopnost: orientují se a loví pomocí echolokace. Ta se u nich vyvinula nezávisle, změnami stejných genů.
Příklady konvergence na molekulární úrovni jsou vzácné, lze je pozorovat zpravidla pouze mezi taxonomicky blízkými skupinami; najít konvergenci u vzdálených skupin je raritou.
Podařilo se to však zkoumáním odpovědi na selekční tlak vyvolaný srdečními glykosidy u různých druhů živočichů (u několika skupin hmyzu, obojživelníků, plazů, savců). Srdeční glykosidy jsou toxiny, které způsobují blokaci sodno-draselných pump na membránách nervových buněk, čímž způsobí selhání srdce. Odolnost k srdečním glykosidům se u zkoumaných živočichů vyvinula nezávisle, přesto stejnou mutací: v důsledku změny dvou aminokyselin v určité části jednoho konkrétního genu. Vzniklá mutace znemožní toxinu blokovat sodno-draselné pumpy, takže se daný živočich stává rezistentním vůči toxinu. (Existuje jen málo možností vzniku životaschopné mutace, která způsobí odolnost vůči uvedenému toxinu a zároveň neovlivní funkci genu.)